# Kosbi
Kosbi (hebräisch כָּזְבִּי) ist der Name einer Frauengestalt aus dem Alten Testament der Bibel.
Kosbi, die Tochter des midianischen Königs Zur und Geliebte des Zimri, wurde mit ihm zusammen von Pinchas mit einem Spieß getötet, um den Zorn Gottes zu beschwichtigen. Dieser hatte eine Plage über die Israeliten gesandt, als sie sich in Moab der Hurerei und dem Götzendienst hingaben. (Numeri 25,6-9 )